# كاثرين فريتاج
كاثرين فريتاج (بالألمانية: Kathrin Freitag)‏ هي دراجة ألمانية، ولدت في 16 أبريل 1974 في Röbel-Müritz (Amt) ‏ في ألمانيا.

## وصلات خارجية
- كاثرين فريتاج على موقع أرشيف الدراجات (الإنجليزية)
- كاثرين فريتاج على موقع اللجنة الأولمبية الدولية (الإنجليزية)
- كاثرين فريتاج على موقع أوليمبيديا (الإنجليزية)